# بيلار مونتيرو
بيلار مونتيرو (بالإنجليزية: Pilar Montero)‏ هي سيدة أعمال أمريكية، ولدت في 2 ديسمبر 1921 في مانهاتن في الولايات المتحدة، وتوفيت في 14 يناير 2012.